# Arthroleptis krokosua
Arthroleptis krokosua é uma espécie de anfíbio anuro da família Arthroleptidae. Está presente no Gana. Não foi ainda avaliada pela UICN.